# FK Arkadag
El FK Arkadag (en turcomano: Arkadag Futbol Kluby) es un equipo de fútbol de Turkmenistán que juega en la Ýokary Liga, la liga de fútbol más importante del país. El club fue fundado en 2023 por Gurbanguly Berdimuhamedow, quien fue el presidente del país entre 2006 y 2022.

## Historia
En 2019 el gobierno turkmeno inició el plan para la construcción de Arkadag, una nueva ciudad denominada así en honor del anterior presidente del país. El nuevo asentamiento urbano fue designado como una ciudad de importancia estatal para el gobierno, lo que la llevó a recibir un trato especial por parte de las autoridades. Entre las instalaciones de la nueva ciudad se incluyó un estadio con capacidad para 10.000 personas, el cual, al igual que la ciudad, fue inaugurado el 1 de julio de 2023, sin embargo, aún no existía un equipo de fútbol representativo de la localidad.
Ante la falta de una escuadra profesional local, en 2023 se fundó el FK Arkadag, el cual fue preparado para competir de manera directa en esa temporada de la Liga Superior de Turkmenistán sin pasar por un proceso previo de promociones de categoría. Para la conformación del plantel de cara a su debut en las canchas se ficharon a algunos de los mejores jugadores del país en una ventana de transferencias que fue ampliada para dar cabida a la nueva escuadra, lo que junto al retraso del inicio de la temporada para dar tiempo a la preparación del club, llevó a que el Arkadag se convirtiera en objeto de críticas por parte de los aficionados de otros clubes turcomanos.
En su primera temporada el Arkadag logró hacerse con el campeonato de la Ýokary Liga consiguiendo además un récord de 24 victorias en el mismo número de partidos. Antes de finalizar el 2023 el club ganó su primer Copa de Turkmenistán tras derrotar en la final al FC Ahal por un marcador de 3-0. El equipo se clasificó para la Liga Desafío como campeón de copa, debido a que el club no consiguió la licencia de la AFC que le hubiera permitido participar en la Liga de Campeones 2, segunda competencia internacional de Asia.
Entre 2023 y 2024 el Arkadag logró establecer un récord mundial al sumar 61 victorias de manera consecutiva: 50 en liga, nueve en copa y dos en la competición continental asiática. Finalmente el equipo fue derrotado por primera ocasión el 1 de noviembre de 2024 cuando el Al-Arabi SC de Kuwait ganó el partido con un marcador de 3-2. Sin embargo, la validez del récord es cuestionada por la vinculación del equipo con las estructuras del poder político de Turkmenistán.
En la temporada 2024 de la liga de Turkmenistán el equipo revalidó sus títulos, consiguiendo su segunda liga y su segunda copa.
El 10 de mayo de 2025 el equipo se alzó con el título de la Liga Desafío al derrotar al PKR Svay Rieng de Camboya con un marcador de 1-2, consiguiendo el primer título internacional en la historia del club, en una temporada que además representó su debut en competencias internacionales de clubes.

## Estadio
El Arkadag disputa sus partidos como local en el estadio Arkadag, un recinto deportivo multidisciplinar el cual cuenta con una capacidad para albergar a 10.000 espectadores, fue inaugurado en 2023 y está diseñado para albergar diversos deportes como halterofilia, tenis de mesa, boxeo, arquería, atletismo y fútbol.
En algunos partidos de la liga el Arkadag también utiliza el Estadio Nusay de la capital Asjabad, con una capacidad para 3000 espectadores. Mientras que para las competiciones internacionales el equipo tiene su sede en el Estadio Ashgabat, el cual cuenta con una capacidad para 20.000 aficionados.

## Palmarés
- Liga Superior de Turkmenistán: 2

2023, 2024
- Copa de Turkmenistán: 2

2023, 2024
- Supercopa de Turkmenistán: 1

2024
- Liga Desafío de la AFC: 1

2025
- Copa Federación de Fútbol de Turkmenistán: 1

2025

## Participación en competiciones de la AFC
| Temporada | Torneo       | Ronda                 | País       | Club            | Casa | Visita |
| --------- | ------------ | --------------------- | ---------- | --------------- | ---- | ------ |
| 2024-25   | Liga Desafío | Fase de grupos        | Maldivas   | Maziya          | 3–2  | 3–2    |
| 2024-25   | Liga Desafío | Fase de grupos        | Kirguistán | Abdish-Ata Kant | 1–0  | 1–0    |
| 2024-25   | Liga Desafío | Fase de grupos        | Kuwait     | Al-Arabi SC     | 2–3  | 2–3    |
| 2024-25   | Liga Desafío | 1/4 Final Región Este | India      | East Bengal     | 2–1  | 1–0    |
| 2024-25   | Liga Desafío | Semifinal Región Este | Kuwait     | Al-Arabi SC     | 3–0  | 0–2    |
| 2024-25   | Liga Desafío | Final                 | Camboya    | PKR Svay Rieng  | 2–1  | 2–1    |